# Certonardoa semiregularis
Certonardoa
Genre
Espèce
Synonymes
- Linckia semiregularis (Müller & Troschel, 1842)[2]
- Nardoa semiregularis (Müller & Troschel, 1842)[2]
- Scytaster semiregularis Müller & Troschel, 1842[2]

Certonardoa semiregularis, unique représentant du genre Certonardoa, est une espèce d'étoiles de mer de la famille des Ophidiasteridae.

## Description
C'est une grande étoile régulière à cinq longs bras cylindriques à bout pointu et légèrement relevé, avec un disque central assez réduit. Leur surface est bosselée suivant un damier relativement régulier. La coloration générale est généralement orangée, allant de la crème au rouge vif. La face ventrale est légèrement plus claire, et aplanie, parcourue par cinq sillons ambulacraires fins mais bien visibles.

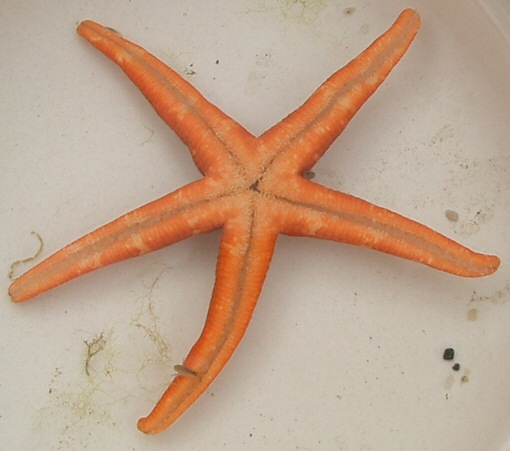
Face orale.

## Habitat et répartition
Ces étoiles sont présentes principalement en mer de Chine orientale et jusqu'au Japon.